# Perro subtilipes
Espèce
Synonymes
- Pero subtilipes Tanasevitch, 1985

Perro subtilipes est une espèce d'araignées aranéomorphes de la famille des Linyphiidae.

## Distribution
Cette espèce est endémique de Russie. Elle se rencontre dans le Nord de l'Oural.

## Description
Le mâle holotype mesure 2,03 mm.

## Publication originale
- Tanasevitch, 1985 :  A study of spiders (Aranei) of the polar Urals. Trudy Zoologieskogo Instituta Akademija Nauk SSSR, vol. 139, p. 52-62.